# FC Stumbras
FC Stumbras este un club de fotbal lituanian din orașul Kaunas.

## Palmares
- Pirma lyga: 1

2014
- Cupa Lituaniei: 1

2017

## Participări în campionatele lituaniene
| Sezon | Div. | Liga                | Locul | @     | Listare                          |
| ----- | ---- | ------------------- | ----- | ----- | -------------------------------- |
| 2013  | 3.   | Antra lyga (Pietūs) | 2.    | [ 1 ] | ▲ Promovat în Pirma lyga         |
| 2014  | 2.   | Pirma lyga          | 1.    | [ 2 ] | ▲ Promovat în A lyga             |
| 2015  | 1.   | A lyga              | 7.    | [ 3 ] |                                  |
| 2016  | 1.   | A lyga              | 5.    | [ 4 ] |                                  |
| 2017  | 1.   | A lyga              | 7.    | [ 5 ] | Cupa Lituaniei: câștigător       |
| 2018  | 1.   | A lyga              | 4.    | [ 6 ] | Cupa Lituaniei: finalist         |
| 2019  | 1.   | A lyga              | 8.    | [ 7 ] | Falimentat la mijlocul sezonului |

## Jucători notabili
- Artūras Rimkevičius (2016)

## Antrenori
- Gerhardas Kvedaras (2010–2014)
- Rolandas Čepkauskas (2014–2015)
- Darius Gvildys (2015-2016)
- Mariano Barreto (2016-2018)
- Joao Luis Martins (2019)